# Benátky nad Jizerou

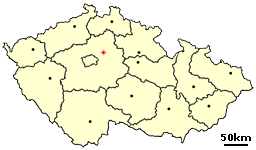

Benátky nad Jizerou (niem. Benatek) − miasto w Czechach, w kraju środkowoczeskim. Według danych z 31 grudnia 2003 powierzchnia miasta wynosiła 3 547 ha, a liczba jego mieszkańców 6 818 osób.
4 lutego 1600 roku w Benátkach nad Jizerou Johannes Kepler spotkał się z Tychonem Brahe, co zapoczątkowało nowy okres w dziejach astronomii.   

## Demografia
| Rok             | 1970 | 1980 | 1991 | 2001 | 2003 |
| --------------- | ---- | ---- | ---- | ---- | ---- |
| Liczba ludności | 5931 | 7104 | 6614 | 6648 | 6818 |

Źródło: Czeski Urząd Statystyczny